# Ypthima alkibie
Ypthima alkibie är en fjärilsart som beskrevs av Swinhoe 1886. Ypthima alkibie ingår i släktet Ypthima och familjen praktfjärilar. Inga underarter finns listade i Catalogue of Life.